# Llewellyn Lloyd
Llewellyn Lloyd, född 27 juli 1792 i London, England, död 17 februari 1876 i Vänersborg, var en engelsk jägare och författare. 
Lloyd vistades större delen av sin levnad  i Sverige och var far till Charles Andersson.

## Biografi
Lloyd kom 1823 till Sverige, där han till 1831 uppehöll sig mest i Värmland, varefter han flyttade från den ena orten till den andra vid Göta älv och slutligen till Vänersborg. Lloyd levde huvudsakligen för jakt och fiske och var främst bemärkt som björnjägare. Lloyd gästade ofta hovjägmästaren Herman Adolph Falk på Risäter, Norra Råda socken, Värmlands län, den tidens främste man inom den svenska jaktvärlden, under vars ledning Lloyd gjorde sina första lärospån i nordisk jakt.
Enligt egen uppgift var han med om jakt på 102 björnar, bland vilka en betydande del stupade för hans kulor. De märkligare tilldragelserna i sitt jägarliv berättade Lloyd själv i ett par av sina utgivna arbeten. Det ena, Field Sports of Northern Europe (London 1830; Jagtnöjen i Sverige och Norrige, samma år, flera upplagor), avhandlar de första årens björnjakter och blev med sin enkla, kärnfulla framställning en folkbok. Det andra, Scandinavian Adventures (London 1854; Anteckningar under ett tjuguårigt vistande i Skandinavien, 1854-55), fortsätter björnjaktsskildringarna till 1844 och är för övrigt lika mycket ägnat åt de nordiska däggdjurens, fåglarnas och fiskarnas naturhistoria samt åt beskrivning av jakt- och fiskemetoderna. Till flera av dessa ämnen återkom Lloyd ännu utförligare i det rikt illustrerade verket The Game-birds and Wildfowl of Sweden and Norway (London 1867). I svensk översättning finns även Lloyds anteckningar om Svenska allmogens plägseder (1871).

## Bibliografi

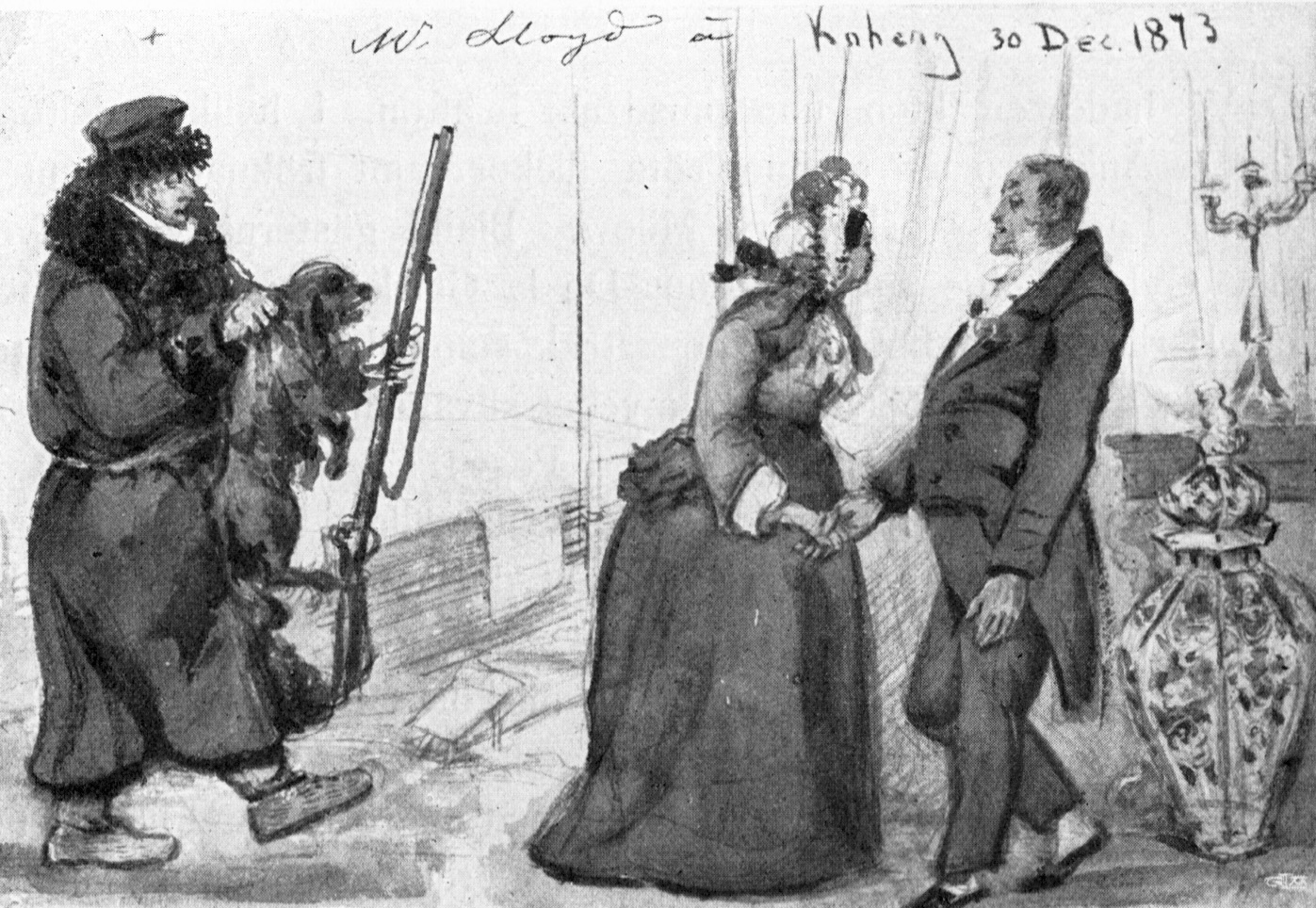
L. Lloyd på Koberg. Akvarell av Fritz von Dardel 1873.